# Motleyia
Motleyia là một chi thực vật có hoa trong họ Thiến thảo (Rubiaceae).

## Loài
Chi Motleyia gồm các loài: